# Sifflet de la mort aztèque
 (septembre 2024).

Aperçu d'un sifflet de la mort aztèque.

Le sifflet de la mort aztèque (Ehecachichtli) est un artéfact en céramique créé exclusivement par les Mexicas. Il s'agit d'un type d'aérophone de la mésoamérique précolombienne produisant des sons particuliers imitant les cris de certains animaux voir humaine et le bruit du vent ou de la tempête. Le sifflet aztèque est un instrument de musique produisant un « sifflement de mort » qui inspire une grande peur aux auditeurs. Son utilisation était associée au culte du dieu du vent Ehecatl et du dieu de la mort Mictlantecuhtli. En nahua, l'appareil s'appelait « Ehecachichtli ». Le terme « sifflet de la mort aztèque » est utilisé pour la première fois dans les années 1990 par l'archéologue Roberto Velázquez Cabrera, qui se consacrait à l'étude des cultures musicales mésoaméricaines précolombiennes.

## Histoire et caractéristiques
Le sifflet de la mort aztèque est découvert en 1999 lors de fouilles au temple de Quetzalcóatl, à Tlatelolco, dans la ville de Mexico, où les Aztèques pratiquaient des sacrifices humains. Dans le temple, on y découvre le squelette sans tête d'un homme sacrifié, âgé d'environ 20 ans, qui tenait dans sa main un petit sifflet en céramique. Il est fabriqué à base d'argile et a la forme d'un crâne humain. Au moment de la découverte, les scientifiques pensaient qu'il s'agissait d'un simple ornement, mais 15 ans plus tard, l'un des chercheurs a soufflé accidentellement dedans et a découvert qu'il s'agissait d'un instrument de musique inhabituel et inquiétant, car il sonnait comme un cri perçant, ce qui lui a valu le nom de « sifflet de la mort aztèque ». Plus tard, on a découvert que ces sifflets étaient fabriqués en grande quantité avec de l'argile.
Il existe plusieurs hypothèses sur l'utilisation du sifflet de la mort. L'une d'entre elles affirme qu'il était utilisé comme instrument d'intimidation pendant la guerre, ainsi qu'à des fins rituelles lors des sacrifices humains. Au vu de l'aspect du temple, où un grand nombre de sifflets mortuaires ont été mis au jour, le journaliste B. Cost pense qu'ils étaient utilisés lors de sacrifices humains. On pense que le sifflet était un talisman protecteur utilisé pour éloigner les mauvais esprits pendant le voyage de la victime vers l'au-delà. S'il était utilisé pendant le sacrifice, amplifiant les cris de la victime, il devait avoir un effet troublant sur les spectateurs de la cérémonie.
Il est également suggéré que de tels sifflets auraient pu être utilisés simultanément par des centaines de guerriers, provoquant la fuite immédiate des ennemis, mais il existe peu de preuves à l'appui de cette hypothèse.
Des études acoustiques ont analysé les similitudes entre le son du sifflet de la mort et les cris d'hommes et de femmes. Elles ont confirmé que le son produit par cet instrument ressemble aux cris des hommes, mais que chez eux, il ressemble plus particulièrement à un cri d'horreur, ce qui suscite davantage de peur. Comparés aux cris de peur des hommes, les cris des femmes ressemblaient davantage aux sons des sifflets. La gamme des basses fréquences du sifflet était similaire aux caractéristiques de fréquence du son d'un cri humain induit par la peur.
D'autres chercheurs estiment qu'il est erroné de penser que ce sifflet émettait un son aigu, semblable à un cri, car ces sons, appelés sifflets de la mort aztèques, sont en fait produits par des répliques expérimentales beaucoup plus grandes du sifflet. L'archéologue musical Arnd Adje Both a eu l'occasion de tester les sifflets originaux mis au jour et leur son était beaucoup plus doux. Il décrit le son comme similaire à un « bruit atmosphérique créé par le vent ». Lorsque des sifflets ont été découverts sur des champs de bataille ou dans des tombes de guerriers, il s'agissait le plus souvent d'armes cérémonielles ou religieuses plutôt que d'armes sonores. Toutefois, l'objectif symbolique et l'utilisation réelle du sifflet restent sujets à étude et à spéculation

## Reproductions
En 2023, les spécialistes d'Action Lab reproduisent fidèlement le sifflet de la mort aztèque à l'aide de la technologie de l'impression 3D. La nouvelle version est créée à partir d'un seul spécimen bien conservé, trouvé dans la main d'un jeune homme décapité lors de fouilles au Mexique en 1999. Il a la forme d'un crâne et produit un cri aigu lorsqu'on le souffle. On pense qu'il était utilisé avant les sacrifices humains en l'honneur du dieu du vent Ehecatl. Le son qui sort du sifflet ressemble à un cri frénétique. Selon James Orgill, de la chaîne YouTube Action Lab, « ce son est considéré comme le plus terrifiant au monde ». Croyez-le ou non, il ne s'agit pas d'un cri humain. Le son du sifflet de la mort frappe votre cœur de peur. L'effet de cri est encore plus fort lorsque vous ne voyez pas la personne qui siffle ». Il explique également que le sifflet a la forme interne d'un larynx humain et que les sons qu'il émet contiennent un mélange de fréquences, mais que la gamme des 1 000 Hz est la plus forte. Selon lui, « le cri humain le plus terrible est produit à une fréquence d'environ 1 000 Hz ». Il souffle ensuite dans quatre sifflets qu'il a fabriqués à l'aide d'une imprimante 3D. L'un d'entre eux ressemble à s'y méprendre à un cri de femme.